# أوريل جونز
أوريل جونز (بالإنجليزية: Uriel Jones)‏ هو موسيقي أمريكي، ولد في 13 يونيو 1934 في ديترويت في الولايات المتحدة، وتوفي في 24 مارس 2009 في ديربورن في الولايات المتحدة بسبب نوبة قلبية.

## وصلات خارجية
- أوريل جونز على موقع IMDb (الإنجليزية)
- أوريل جونز على موقع ميوزك برينز (الإنجليزية)
- أوريل جونز على موقع ديسكوغز (الإنجليزية)
- أوريل جونز على موقع قاعدة بيانات الفيلم (الإنجليزية)